# Abarth Fiat 850
De Abarth Fiat 850 is een wagen van het Italiaanse automerk Abarth, die werd gebouwd tussen 1964 en 1970. De viercilindermotoren uit de Fiat 850 werden opgevoerd en hadden een inhoud van 842 tot 1592 cc. De topsnelheid van het 842cc-model bedroeg 140 km/uur tegen 125 km/uur voor de Fiat 850 met dezelfde cilinderinhoud.